# بیمارستان دانشگاهی ویلیام پ. کلمنتس
بیمارستان دانشگاهی ویلیام پ. کلمنتس (به انگلیسی: William P. Clements Jr. University Hospital) تأسیس ۲۰۱۴ میلادی، نام یک مرکز درمانی در شهر دالاس در ایالت تگزاس در آمریکا است.
این مرکز با تسهیلات عمومی ۴۶۰ تختخوابی با بودجه وقفی ۱۲۰۰ میلیون دلار بعنوان یک بیمارستان آموزشی تاسیس شد که در مجاورت مرکز پزشکی دانشگاه تگزاس شعبه جنوب‌غربی قرار دارد.
ساخت این مرکز در چند مرحله انجام شد که برج سوم و نهایی این بیمارستان در سال ۲۰۲۰ به اتمام رسید.

## رتبه‌بندی و افتخارات

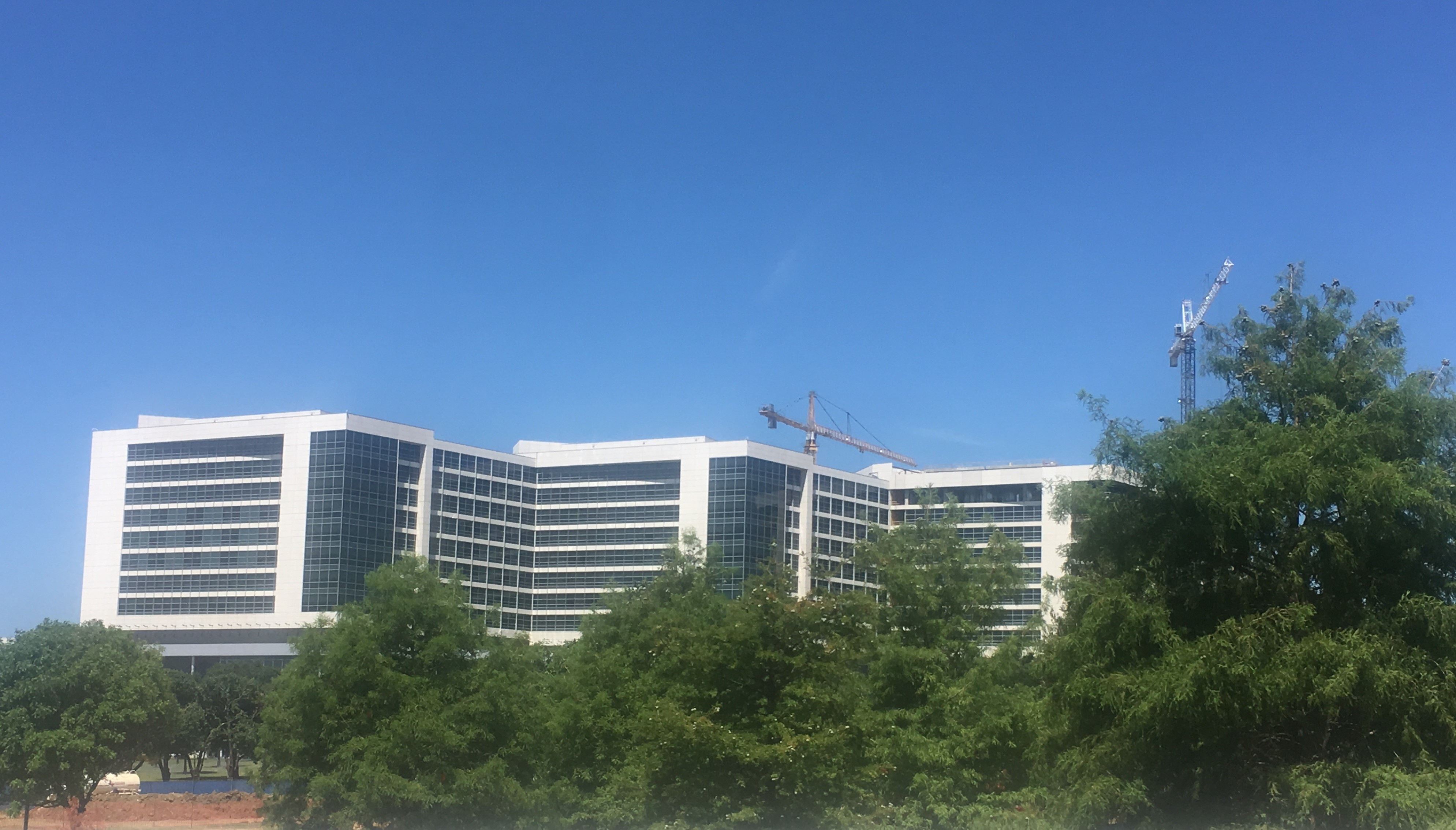

نشریهٔ U.S. News and World Report در سال ۲۰۱۹ این مرکز درمانی را در کلان-شهر دالاس در زمره بیمارستانهای ممتاز در کل کشور و دارای بالاترین رتبه در دالاس و دومین بالاترین رتبه در ایالت تگزاس قرار داد. بالاترین رتبه کشوری این بیمارستان رتبه هجدهم است که در بخش پیرپزشکی بدست آمده.